# Crustulina bicruciata
Crustulina bicruciata là một loài nhện trong họ Theridiidae.
Loài này thuộc chi Crustulina. Crustulina bicruciata được Eugène Simon miêu tả năm 1908.